# Valencia Open 500 2014 - Qualificazioni singolare
Le qualificazioni del singolare  del Valencia Open 500 2014 sono state un torneo di tennis preliminare per accedere alla fase finale della manifestazione. I vincitori dell'ultimo turno sono entrati di diritto nel tabellone principale. In caso di ritiro di uno o più giocatori aventi diritto a questi sono subentrati i lucky loser, ossia i giocatori che hanno perso nell'ultimo turno ma che avevano una classifica più alta rispetto agli altri partecipanti che avevano comunque perso nel turno finale.

## Teste di serie
1. Albert Ramos Viñolas-Viñolas (qualificato)
2. Thomaz Bellucci (qualificato)
3. Malek Jaziri (qualificato)
4. Alejandro Falla (primo turno)

1. Andreas Beck (primo turno)
2. Peter Gojowczyk (ultimo turno)
3. James Ward (ultimo turno)
4. Daniel Gimeno Traver (primo turno)

## Qualificati
1. Albert Ramos Viñolas-Viñolas
2. Thomaz Bellucci

1. Malek Jaziri
2. Norbert Gombos

## Tabellone

### Legenda
| - Q = Qualificato - WC = Wild card - LL = Lucky loser | - ALT = Alternate - SE = Special Exempt - PR = Protected Ranking | - w/o = Walkover - r = Ritirato - d = Squalificato |

### Sezione 1
|  | Primo turno | Primo turno                  | Primo turno                  | Primo turno | Primo turno |  |  | Ultimo turno | Ultimo turno                 | Ultimo turno                 | Ultimo turno | Ultimo turno |  |
|  |             |                              |                              |             |             |  |  |              |                              |                              |              |              |  |
|  | 1           | Albert Ramos Viñolas-Viñolas | Albert Ramos Viñolas-Viñolas | 6           | 7           |  |  |              |                              |                              |              |              |  |
|  | WC          | Íñigo Cervantes              | Íñigo Cervantes              | 2           | 64          |  |  | 1            | Albert Ramos Viñolas-Viñolas | Albert Ramos Viñolas-Viñolas | 6            | 6            |  |
|  | WC          | Carlos Villanueva            | Carlos Villanueva            | 0           | 2           |  |  | 7            | James Ward                   | James Ward                   | 3            | 2            |  |
|  | 7           | James Ward                   | James Ward                   | 6           | 6           |  |  |              |                              |                              |              |              |  |

### Sezione 2
|  | Primo turno | Primo turno          | Primo turno     | Primo turno | Primo turno |  |  | Ultimo turno | Ultimo turno      | Ultimo turno      | Ultimo turno | Ultimo turno |  |
|  |             |                      |                 |             |             |  |  |              |                   |                   |              |              |  |
|  | 2           | Thomaz Bellucci      | Thomaz Bellucci | 6           | 6           |  |  |              |                   |                   |              |              |  |
|  |             | Michael Berrer       | Michael Berrer  | 2           | 2           |  |  | 2            | Thomaz Bellucci   | Thomaz Bellucci   | 6            | 6            |  |
|  |             | Ričardas Berankis    | 6               | 3           | 6           |  |  |              | Ričardas Berankis | Ričardas Berankis | 4            | 2            |  |
|  | 8           | Daniel Gimeno Traver | 3               | 6           | 3           |  |  |              |                   |                   |              |              |  |

### Sezione 3
|  | Primo turno | Primo turno   | Primo turno   | Primo turno | Primo turno |  |  | Ultimo turno | Ultimo turno | Ultimo turno | Ultimo turno | Ultimo turno |  |
|  |             |               |               |             |             |  |  |              |              |              |              |              |  |
|  | 3           | Malek Jaziri  | Malek Jaziri  | 6           | 6           |  |  |              |              |              |              |              |  |
|  | WC          | Rafael Camilo | Rafael Camilo | 2           | 4           |  |  | 3            | Malek Jaziri | 6            | 3            | 6            |  |
|  |             | Marsel İlhan  | 62            | 7           | 6           |  |  |              | Marsel İlhan | 2            | 6            | 4            |  |
|  | 5           | Andreas Beck  | 7             | 62          | 1           |  |  |              |              |              |              |              |  |

### Sezione 4
|  | Primo turno | Primo turno      | Primo turno      | Primo turno | Primo turno |  |  | Ultimo turno | Ultimo turno    | Ultimo turno | Ultimo turno | Ultimo turno |  |
|  |             |                  |                  |             |             |  |  |              |                 |              |              |              |  |
|  | 4           | Alejandro Falla  | Alejandro Falla  | 3           | 2           |  |  |              |                 |              |              |              |  |
|  |             | Norbert Gombos   | Norbert Gombos   | 6           | 6           |  |  |              | Norbert Gombos  | 6            | 3            | 7            |  |
|  |             | Pere Riba Madrid | Pere Riba Madrid | 4           | 1           |  |  | 6            | Peter Gojowczyk | 3            | 6            | 5            |  |
|  | 6           | Peter Gojowczyk  | Peter Gojowczyk  | 6           | 6           |  |  |              |                 |              |              |              |  |